# 임의법규
임의법규(任意法規)는 대한민국 민법의 개념으로 당사자의 자치가 허용되는 법규로 사회질서와 관련이 없다.(민법 105)  강행법규와 대비되는 개념이다.

## 같이 보기
- 강행법규
- 법률행위